# Ян Кшищоф Белецки
Ян Кшѝщоф Белѐцки (на полски: Jan Krzysztof Bielecki) е полски политик и икономист.
През 1991 г. е министър-председател на Полша. В годините 1989 – 1993 е депутат в Сейма, а през 1992 – 1993 г. е министър по въпросите на европейската интеграция. През 2003 – 2010 г. е председател на управителния съвет на банка „Пекао“. Кавалер на Ордена на Белия орел.

## Биография
Ян Кшищоф Белецки е роден на 3 май 1951 г. в Бидгошч. Завършва II Общообразователен лицей „Владислав Пневски“ в Гданск. През 1973 г. завършва Факултета по икономика на траснпорта на Гданския университет. През 70-те години работи като асистент в Института по икономика на водния транспорт. Той е един от експертите на „Солидарност“. По време на военното положение сътрудничи с подземните власти на съюза. През май 1982 г. за опозиционна дейност е освободен от Министерството по машиностроене, където през 1980 г. е назначен в Центъра за развитие на човешките ресурси. През годините 1982 – 1985 ръководи собствен бизнес, след това основава дружество „Съветник“, като наема репресирани опозиционни дейци.
Депутат от Гражданския комитет по време на X мандат, принадлежи към Гражданския парламентарен клуб. От 4 януари до 6 декември 1991 г. е министър-председател на Полша.
Белецки е един от основателите на Либералнодемократичния конгрес, в изборите за Сейм през 1991 г. е избран отново за депутат от листата на тази партия, получавайки най-големия брой гласове за страната (115 002). В правителството на Ханна Сухоцка е министър по въпросите на европейската интеграция.
От ноември 1993 г. е директор и представител на Полша в Европейската банка за възстановяване и развитие в Лондон. След сливането на Либералдемократичния конгрес и Демократичния съюз става част от Съюза на свободата, като напуска през 2001 г., след възникването на Гражданската платформа.
На 1 октомври 2003 г. заема длъжността председател на управителния съвет на банка Пекао. През ноември 2009 г. подава оставка и през януари 2010 приключва неговото председателство. От 15 януари 2010 г. е председател на Съвета на Полския институт за международни отношения. На 9 март Доналд Туск го назначава за председател на Икономическия съвет. След като премиер става Ева Копач, бива заместен от Януш Левандовски.

## Ордени и отличия
- Орден на Белия орел – 2010 г.
- Почетен знак „Bene Merito“ – 2010 г.
- Офицер на Ордена на почетния легион – Франция, 1991 г.
- Лауреат на Наградата Kisiel – 1991 г.

|  | Тази страница частично или изцяло представлява превод на страницата Jan Krzysztof Bielecki в Уикипедия на полски. Оригиналният текст, както и този превод, са защитени от Лиценза „Криейтив Комънс – Признание – Споделяне на споделеното“, а за съдържание, създадено преди юни 2009 година – от Лиценза за свободна документация на ГНУ. Прегледайте историята на редакциите на оригиналната страница, както и на преводната страница, за да видите списъка на съавторите. ВАЖНО: Този шаблон се отнася единствено до авторските права върху съдържанието на статията. Добавянето му не отменя изискването да се посочват конкретни източници на твърденията, които да бъдат благонадеждни. |